# Miconia pavoniana
Miconia pavoniana är en tvåhjärtbladig växtart som beskrevs av Charles Victor Naudin. Miconia pavoniana ingår i släktet Miconia och familjen Melastomataceae.
Artens utbredningsområde är Peru. Inga underarter finns listade i Catalogue of Life.